# Залізничний транспорт Південного Судану

Залізниця в Південному Судані

У Південному Судані залізничний транспорт слабкорозвинутий. В країні є лише 248 км одноколійної вузькоколійної (ширина колії 1067 мм) залізниці яка розташована на півночі країни і з'єднує місто Бабоноса у Судані на південносуданське місто Вау.

## Історія

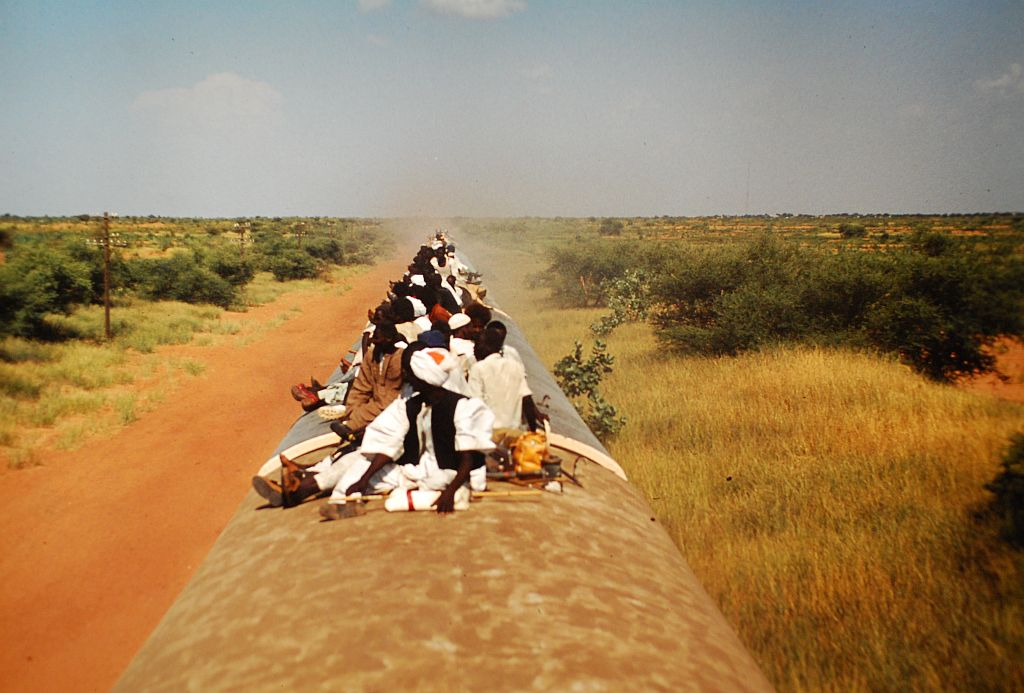
Потяг, який йде у напрямку Вау

Залізниця у Південному Судані (лінія Бабоноса-Капська колія) була збудована у 1959-1962 роках.
В часи громадянської війни залізниця була частково пошкоджена та замінована у декількох місцях. За допомогою ООН залізниця була згодом відновлена.

## Плани з розбудови залізниць
Існують пропозиції продовжити залізницю з міста Вау до столиці Південного Судану — Джуби. Крім того планується з'єднати столицю з Кенійськими та Угандійськими залізницями.
Джерела у Південному Судані припускали, що будівництво нових залізниць у країні почнеться у січні 2006 року і коштуватиме близько 2 млрд доларів США. Кастелло Гаранг, комісар з міжнародного співробітництва Народної армії визволення Судану, якого цитує «East African Standard» (Найробі), стверджує, що необхідна «остаточна фінансова угода» була укладена. Залізнична лінія повинна пройти від міста Вау до столиці Південного Судану Джуби (близько 500 км), потім далі на схід через Торіт і до кордону з Кенією в районі Капоета (ще 250 км).
Крім того від Джуби планується побудувати залізницю уздовж Білого Нілу до кордону з Угандою (близько 150 км).